# 8686 Akenside
8686 Akenside (1992 OX1) là một tiểu hành tinh vành đai chính được phát hiện ngày 26 tháng 7 năm 1992 bởi E. W. Elst ở Đài thiên văn Nam Âu.